# Det är över nu
Det är över nu, text och musik av Per Gessle, är en singel av popgruppen Gyllene Tider. Singeln släpptes den 8 maj 1995 och nådde som bäst elfte plats under de 13 veckor den låg på Hitlistan för singelförsäljning i Sverige. Låten blev även gruppens allra första hit på Trackslistan.
På Svensktoppen placerade sig melodin på två niondeplatser den 15 respektive 22 juli 1995 .

## Låtlista
1. Det är över nu – 3:47
2. Solens vän – 4:02

## Listplaceringar
| Lista (1995) | Position |
| ------------ | -------- |
| Sverige      | 11       |